# Криммер, Эдуард Михайлович
Эдуард Михайлович (Ме́нделевич) Криммер (1900, Николаев — 1974, Ленинград) — советский художник. Заслуженный художник РСФСР (1967).

## Биография
Родился в еврейской семье фотографа собственника фотоателье в г.Николаеве горецкого мещанина Криммера Менделя Мордуховича. Учился в Одесском художественном училище. В первые годы после революции занимался оформлением спектаклей в Николаеве.
С 1923 года жил в Петрограде. Ученик К. С. Малевича (1929). С 1932 года — член ЛССХ.
В середине 1930-х годов — художник-постановщик киностудий Ленфильм и Киевской киностудии.
Участник Великой Отечественной войны, старший сержант, ВВС Балтийского флота.
Член правления СХ СССР и ЛОСХ. В 1948—1950 годах работал художником на Ленинградском заводе художественного стекла.
С 1950 года работал на Ленинградском фарфоровом заводе, как скульптор. Автор форм «Майская», «Чёрный кофе», «Новгородская» (1960 г.), «Ландыш», «Ленинградский», «Волна». Среди его работ — юбилейные вазы, осветительные приборы, в том числе, монументальная фарфоровая люстра, украшавшая Ленинградский павильон на ВДНХ, уникальные и серийные сервизные изделия, миниатюрные туалетные наборы, самовары-чайники («Пара чаю»), скульптурные сосуды в традициях народного искусства («Бык», «Петух», «Медведь» и др.), декоративные настенные пласты и скульптуры.
Произведения Э. М. Криммера представлены в ГРМ, Московском музее современного искусства и в других музеях и частных собраниях.

## Награды и премии
- Большая Золотая медаль Всемирной выставки в Брюсселе (1958)
- заслуженный деятель искусств РСФСР (1967)
- Государственная премия РСФСР имени И. Е. Репина (1970) — за создание высокохудожественных образцов фарфоровых изделий
- орден Красной Звезды (16.5.1945)
- медали

## Сценография

### Большой драматический театр
- Баня (1930)

### Театр Дома печати (начало 1930-х)
- Ревизор
- Джон Рид
- Наталья Тарпова

### Красный театр
- Большая жизнь (1933)
- Новая Родина (1935)

## Фильмография
- Большие крылья (запрещен)
- Строгий юноша